# Сопот (община Булкиза)
Вижте пояснителната страница за други значения на Сопот.
Сопот (на албански: Sopot или Sopoti) е село в Албания, в община Булкиза (Булчица), административна област Дебър.

## География
Селото е разположено в областта Грика Маде.

## История

### В Османската империя
Според статистиката на Васил Кънчов („Македония. Етнография и статистика“) Сопотъ е част от областта Голо бърдо и в него живеят 600 души арнаути мохамедани.
На Етнографската карта на Битолския вилает на Картографския институт в София от 1901 година Сопот е чисто албанско село в Дебърската каза на Дебърския санджак със 119 къщи.

### В Албания
След Балканската война в 1912 година селото попада в Албания.
В 1915 година, по време на Първата световна война, селото е анексирано от Царство България. Към 1 март 1916 година Сопот е част от Зърчанската община на българската Дебърска околия.
До 2015 година е част от община Зерчан.